# Asiatiska U21-mästerskapen i beachvolley
Asiatiska U21-mästerskapen i beachvolley är ett internationellt mästerskap som arrangeras av AVC och som hålls vartannat år för lag bestående av max 21 år gamla spelare.

## Resultat per år[1]

### Damer
| Upplaga | Säte          | Guld                                                | Silver                                                                               | Brons                                                       | Fyra                                              |
| ------- | ------------- | --------------------------------------------------- | ------------------------------------------------------------------------------------ | ----------------------------------------------------------- | ------------------------------------------------- |
| 2016    | Roi Et        | Kina Chen Jiali Li Jiaomei                          | Japan Reina Murakami Hana Deguchi                                                    | Thailand Galchananan Jirutchayabhornwadee Saowaros Tangkaeo | Australien Brittany Kendall Shelby Maher          |
| 2017    | Roi Et        | Thailand Pawarun Chanthawichai Thatsarida Singchuea | Japan Reina Murakami Hana Deguchi                                                    | Indonesien Maria Dwiningtyas Vitria Rahayu                  | Vanuatu Loti Joe Sherysyn Toko                    |
| 2019    | Roi Et        | Thailand Pawarun Chanthawichai Thatsarida Singchuea | Thailand Charunratwadee Patcharamainaruebhorn Worapeerachayakorn Kongphopsarutawadee | Kina Cao Shuting Dong Jie                                   | Kina Wang Yingpeng Hong Xie                       |
| 2021    | Nakhon Pathom | Australien Alisha Stevens Stefanie Fejes            | Thailand Suchinna Choemphun Apinya Saengpaeng                                        | Australien Jasmine Fleming Jesse Mann                       | Thailand Patcharaporn Seehawong Jidapa Bunongkhun |
| 2023    | Roi Et        | Australien Jasmine Fleming Stefanie Fejes           | Thailand Patcharaporn Seehawong Jidapa Bunongkhun                                    | Thailand Salinda Mungkhon Samitta Simarongnam               | Thailand Suchinna Choemphun Tassanee Chongyoklang |

### Herrar
| Upplaga | Säte          | Guld                                            | Silver                                      | Brons                                                       | Fyra                                          |
| ------- | ------------- | ----------------------------------------------- | ------------------------------------------- | ----------------------------------------------------------- | --------------------------------------------- |
| 2016    | Roi Et        | Kina Zhou Chaowei Wan Tingyang                  | Thailand Banlue Nakprakhong Marudet Buntem  | Thailand Surin Jongklang Thanthawat Thanachod               | Australien Maximilian Guehrer Jonathan Hunt   |
| 2017    | Roi Et        | Australien Paul Burnett Marcus Feruson          | Thailand Marudet Buntem Jatoopon Saenyoot   | Thailand Konsiphong Vaikuntha-Anuchit / Keattisak Naksompoi | Iran Alireza Aghajani Javad Firouzpourbandpei |
| 2019    | Roi Et        | Thailand Phichakon Narathon Phanuphong Thanan   | Australien Ky Landers Jarrah Brownhill      | Kazakstan Nurdos Aldash Abdulmajid Mokhammad                | Australien Tyler Nix Mark Nicolaidis          |
| 2021    | Nakhon Pathom | Iran Abolhassan Khakizadeh Sinan Shokati Shekar | Thailand Phichakon Narathon Poravid Taovato | Thailand Wachirawit Muadpha Netitorn Muneekul               | Thailand Nopphawit Promdee Narakorn Chumapai  |
| 2023    | Roi Et        | Australien Lucas Josefsen Ben Hood              | Kazakstan Ivailo Todorov Klim Ryukhov       | Kina Xu Zongqi Zhou Yongji                                  | Libanon Omar Abi Karam Hadi El Chabib         |